# Dwars door België 1949
De 5e editie van Dwars door België werd verreden op zaterdag 7 mei en zondag 8 mei 1949. Deze editie ging over 2 etappes. 

## Wedstrijdverloop 1e etappe
De start van de 1e etappe lag in Waregem, de finish in Genk, de afstand bedroeg 245 km. 89 renners gingen van start in Waregem. Impanis ging solo, maar werd na een 50 km weer ingelopen. Het regende aanvallen en uiteindelijk kwam een groep van 11 renners voorop te rijden. Een aantal pechgevallen dunde de groep uit, uiteindelijk werd het een sprint tussen 7 renners in Genk. Peeters won met gemak in de sprint deze 1e etappe van Dwars door België. 

## Uitslag 1e etappe
| Plaats  | Naam             | Ploeg | Tijd     |
| ------- | ---------------- | ----- | -------- |
| Winnaar | Ward Peeters     |       | 6u20'00" |
| 2       | Raymond Impanis  |       | z.t.     |
| 3       | Stan Verschueren |       | z.t.     |

## Wedstrijdverloop 2e etappe
De 2e etappe ging een dag later van Genk terug naar Waregem, de afstand bedroeg 226 km. De afgestapte wielrenners mochten deze 2e etappe niet meer deelnemen (wat in de voorgaande jaren wel altijd mocht) zodat slechts 35 renners van start gingen in Genk. De eerste schermutselingen vonden plaats rond Borgloon waarbij Van Overloop een solo opzette en zelfs 2'45" voorsprong wist te nemen. In Leuven kwam alles weer samen. Impanis zette een aanval op en bij Zottegem was er een kopgroep van 4 renners. Deze kopgroep liep steeds verder uit en had in Waregem al ruim 6 minuten voorsprong. Desmet ging er in de laatste bocht vandoor en won deze 2e etappe van Dwars door België. Impanis die in de 1e etappe 2e werd, werd in deze 2e etappe ook 2e en won zo het eindklassement.

## Uitslag 2e etappe
| Plaats  | Naam            | Ploeg | Tijd     |
| ------- | --------------- | ----- | -------- |
| Winnaar | Roger Desmet    |       | 6u34'00" |
| 2       | Raymond Impanis |       | z.t.     |
| 3       | Roger Gyselinck |       | z.t.     |

## Eindklassement
| Plaats  | Naam                 | Ploeg | Tijd      |
| ------- | -------------------- | ----- | --------- |
| Winnaar | Raymond Impanis      |       | 12u54'00" |
| 2       | Lionel van Brabant   |       | op 5'47"  |
| 3       | Maurice Mollin       |       | op 6'32"  |
| 4       | Roger Desmet         |       | op 6'45"  |
| 5       | Hilaire Couvreur     |       | op 10'25" |
| 6       | Stan Verschueren     |       | op 10'40" |
| 7       | Roger Gyselinck      |       | op 12'05" |
| 8       | Albert Annutchin     |       | op 12'30" |
| 9       | Gerard van de Steene |       | op 13'17" |
| 10      | Arthur Mommerency    |       | z.t.      |

1945 · 1946 · 1947 · 1948 · 1949 · 1950 · 1951 · 1952 · 1953 · 1954 · 1955 · 1956 · 1957 · 1958 · 1959 · 1960 · 1961 · 1962 · 1963 · 1964 · 1965 · 1966 · 1967 · 1968 · 1969 · 1970 · 1971 · 1972 · 1973 · 1974 · 1975 · 1976 · 1977 · 1978 · 1979 · 1980 · 1981 · 1982 · 1983 · 1984 · 1985 · 1986 · 1987 · 1988 · 1989 · 1990 · 1991 · 1992 · 1993 · 1994 · 1995 · 1996 · 1997 · 1998 · 1999 · 2000 · 2001 · 2002 · 2003 · 2004 · 2005 · 2006 · 2007 · 2008 · 2009 · 2010 · 2011 · 2012 · 2013 · 2014 · 2015 · 2016 · 2017 · 2018 · 2019 · 2020 · 2021 · 2022 · 2023 · 2024

Lijst van beklimmingen